# Jana Kotalíková
Jana Kotalíková, rozená Havelková, (* 15. listopadu 1984 Tábor) je česká manažerka, úřednice a tisková mluvčí, od prosince 2021 vedoucí Úřadu vlády ČR.

## Život
V letech 1998 až 2004 vystudovala dvojjazyčné francouzsko-české Gymnázium Pierra de Coubertina v Táboře. Ve studiu francouzštiny pokračovala v letech 2004 až 2014 na Filozofické fakultě Univerzity Karlovy v Praze v oboru francouzské filologie (získala titul Mgr.). V začátcích studia se věnovala výuce francouzského a anglického jazyka a působila v několika jazykových agenturách. Paralelně s francouzštinou studovala v letech 2004 až 2008 mezinárodní teritoriální studia na Fakultě sociálních věd Univerzity Karlovy v Praze (získala titul Bc.).
Již při studiích začala pracovat na Magistrátu hlavního města Prahy, nejprve v letech 2007 až 2008 jako asistentka ředitele kanceláře primátora a následně v letech 2008 až 2014 vedla oddělení protokolu pražského primátora. Podílela se na přípravách vysoce protokolárních státních návštěv, kulturních i uměleckých eventů. Organizovala přijetí papeže Benedikta XVI. v Praze, dalajlamy nebo prince Charlese. Díky svým zkušenostem nejen s diplomatickým protokolem se následně věnovala školení a kurzům etikety.
V roce 2014, po zvolení Petra Fialy předsedou ODS, přijala nabídku stát se tiskovou mluvčí strany. Tou byla až do konce roku 2019, kdy odešla na mateřskou dovolenou. Na začátku kampaně pro volby do Poslanecké sněmovny PČR v říjnu 2021 se vrátila do ODS jako tajemnice volebního štábu.
Dne 17. prosince 2021 ji nově jmenovaná vláda Petra Fialy zvolila novou vedoucí Úřadu vlády ČR, ve funkci tak nahradila Tünde Barthu.
Jana Kotalíková je od roku 2021 vdaná a má dceru Rózu. Mluví francouzsky a anglicky, celý život hraje basketbal.